# Churchill (Manitoba)
Churchill è una cittadina della provincia del Manitoba, nel Canada. 
È localizzata nel nord della provincia, sull'estuario del fiume Churchill, lungo la costa della Baia di Hudson. Nel 2006 possedeva una popolazione di 923 abitanti. Ha un clima piuttosto rigido, tipico della tundra. Le temperature possono scendere fino a −34 °C in inverno, e superare raramente i 10 °C in estate.
È la capitale mondiale dell'orso polare.

## Trasporti
Possiede un aeroporto ed è raggiungibile da Winnipeg in treno, con un viaggio di 45 ore, gestito dalla società Via Rail.